# Planodema bimaculatoides
Planodema bimaculatoides är en skalbaggsart som beskrevs av Teocchi och Henri L. Sudre 2002. Planodema bimaculatoides ingår i släktet Planodema och familjen långhorningar.
Artens utbredningsområde är Kenya. Inga underarter finns listade i Catalogue of Life.